# Arturo Díaz
Arturo Díaz Mora (ur. 17 kwietnia 1954) – kubański zapaśnik walczący w wadze ciężkiej. Olimpijczyk z Moskwy 1980, gdzie zajął szóste miejsce w stylu klasycznym i ósme w wolnym.
Piąty w mistrzostwach świata w 1979.
Trzy medale igrzysk panamerykańskich, złoty medal w 1979. Złoto i srebro mistrzostw panamerykańskich. Triumfator Igrzysk Ameryki Środkowej i Karaibów w 1982 i 1986. Trzeci w Pucharze Świata w 1985 i czwarty w 1986 roku.